# Beuvron-en-Auge
Beuvron-en-Auge (bø.vʁɔ̃.ɑ̃.n‿oʒⓘ) es una población y comuna francesa, situada en la región de Baja Normandía, departamento de Calvados, en el distrito de Lisieux y cantón de Cambremer.

## Demografía
| 379 | 338 | 313 | 276 | 274 | 233 |
| Para los censos de 1962 a 1999 la población legal corresponde a la población sin duplicidades (Fuente: INSEE [Consultar]) |     |     |     |     |     |